# Art preromànic

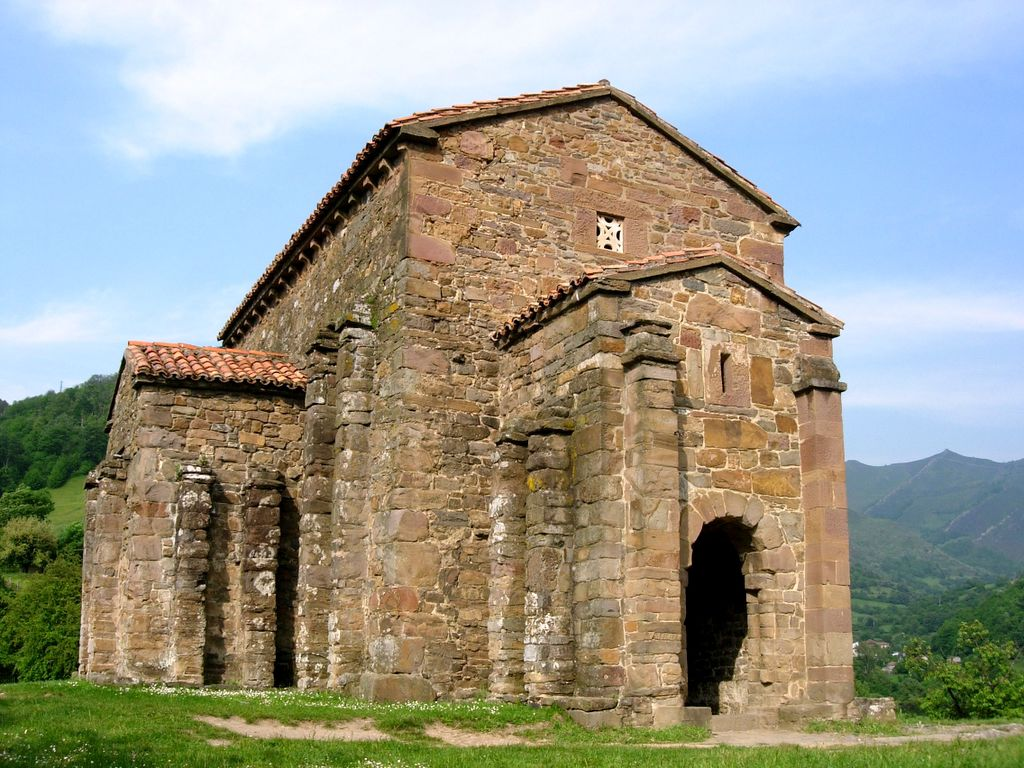
Església de Santa Cristina de Ḷḷena

Sota la denominació genèrica d'art preromànic s'agrupen un conjunt de manifestacions artístiques de naturalesa bastant diversa i de cronologies variades que tenen lloc a l'Europa occidental durant l'alta edat mitjana, amb posterioritat a l'art paleocristià i en paral·lel al desenvolupament de l'art romà d'Orient dins de l'Imperi Romà d'Orient. La diversitat de l'art preromànic reflecteix la fragmentació en diversos regnes del que havia estat l'Imperi Romà d'Occident. El seu marc cronològic comprèn des de la caiguda de Roma, l'any 476, fins a l'aparició de l'art romànic, al segle xi. L'art romànic es veu, en bona part, com la superació d'aquesta fase de fragmentació de les cultures artístiques europees al començament de l'edat mitjana.
Aquest conjunt de manifestacions artístiques medievals d'entre els segles V i XI no reben una denominació de conjunt que les englobi sota algun denominador comú si no que atesa la seva diversitat es defineixen, simplement, pel fet de ser anteriors a l'aparició del romànic. Això és justament el que vol dir la paraula preromànic.
Així doncs, l'art preromànic no agrupa una forma artística particular, sinó que més aviat constitueix una realitat imprecisa i diversa estèticament, que designa qualsevol manifestació artística que precedeixi temporalment l'art romànic i que sigui posterior al període clàssic romà en els seus territoris. Tampoc no és una denominació aplicable a una àrea geogràfica determinada, sinó que es fa extensiva a l'art d'Europa occidental en general. Així doncs, el terme preromànic s'aplica, generalment, al període històric de l'alta edat mitjana comprès entre mitjans del segle v (caiguda de l'Imperi Romà d'Occident) i començament del segle xi (expansió del romànic) i, pel que fa a l'aspecte estilístic, a l'art ostrogot, longobard, carolingi, otonià, etc.
Pel que fa a l'arquitectura, la ruralització, l'empobriment generalitzat, la inseguretat política i la manca de demanda artística donà com a resultat uns edificis pobres, de dimensions reduïdes, inspirats en l'art paleocristià del baix Imperi romà, els materials dels quals, tot sovint, s'obtingueren de la destrucció de monuments romans preexistents. Pel que fa a l'art de les imatges, gairebé desaparegué, llevat de les miniatures.
Del pas dels visigots per la península Ibèrica (segles V a VIII), resten una sèrie d'esglésies petites construïdes amb carreus regulars i amb arcs de ferradura (com San Pedro de Nave a Zamora, San Juan de Baños a Palència i Santa Comba de Bande a Ourense). Del pas dels ostrogots per l'actual Itàlia, ha restat el mausoleu de Teodoric, a Ravenna, i del renaixement carolingi en dona testimoniatge la capella Palatina d'Aquisgrà, inspirada en models romans d'Orient.
L'art de la imatge és ben representat per la miniatura dels manuscrits litúrgics o dels llibres sagrats, com ho són el llibre de Lindisfarne, el de Durrow i el de Kells.
A la península Ibèrica, el preromànic inclouria l'art visigòtic, l'art asturià, l'art mossàrab o l'art de repoblació. Pel que fa a l'art preromànic a Catalunya, destaca la miniatura dels beats mossàrabs del segle x, que són comentaris al llibre de l'Apocalipsi. Particularment interessant és el Beatus de Girona. A més, apareix anteriorment al romànic pròpiament dit una arquitectura que pot considerar-se la seva antecessora en les formes i en les tècniques i que, per diferenciar-la de la preromànica entesa en sentit ampli, s'ha denominat, seguint els suggeriments de Puig i Cadafalch, primer romànic.